# Bucky Pizzarelli
John Paul (Bucky) Pizzarelli (Paterson (New Jersey), 9 januari 1926 – Saddle River, 1 april 2020) was een Amerikaanse jazzgitarist van de mainstream jazz en de swing.

## Biografie
Pizzarelli leerde op 9-jarige leeftijd gitaar en banjo spelen en speelde in de familieband met zijn beide ooms, die eveneens gitaristen waren. Al vanaf 1941 speelde hij gitaar in plaatselijke dansbands. Vanaf 1943 tot 1951 was hij, onderbroken door de militaire dienst tijdens de Tweede Wereldoorlog als GI, in de bigband van de trompettist en zanger Vaughn Monroe. Vanaf 1952 werkte hij met Joe Mooney en was hij in bands van tv-shows bij NBC als de door Doc Severinsen geleidde The Tonight Show met Johnny Carson en in de show van Dick Cavett.
In 1956/1957 toerde hij met het trio The Three Sounds van Gene Harris, Andy Simpkins en Bill Dowdy. Hij werkte zelfstandig als gevraagd ritmegitarist in New York en hij toerde meermaals met Benny Goodman tot aan diens dood in 1986. Vanaf de jaren 1970 nam hij meerdere albums op onder zijn eigen naam (in 1976 met Zoot Sims, in 1975 met Bud Freeman, in 1978 met Slam Stewart, in 1979 met Stéphane Grappelli) en in duet met George Barnes (te horen op het album Guitars Pur and Honest). Zijn zoon John Pizzarelli is eveneens jazzgitarist (met wie hij ook sinds 1981 opnam, b.v. de Stash Sessions, 1980/1984), zijn dochter Mary is klassiek gitariste en zijn zoon Martin is bassist.
Bovendien onderwees Bucky Pizzarelli aan het William Paterson College in Wayne. Pizzarelli's gitaarspel werd beïnvloed door Charlie Christian, maar ook door Nat King Coles trioconcept. Hij bespeelde, net als zijn kinderen John en Mary en George Van Eps die hij in 1967 voor de eerste keer hoorde, een zevensnarige gitaar met extra diepe A-snaar voor bassen.

## Discografie
- 1972: Green Guitar Blues (Monmouth) met George Duvivier, Don Lamond
- 1972: Plays Bix Beiderbecke Arrangements by Bill Challis (Monmouth)
- 1973: A Flower for All Seasons (Choice Records) met Eddie Daniels
- 1976: Zoot Sims with Bucky Pizzarelli (Classic Jazz)
- 1977: Buck and Bud (Flying Dutchman Records) met Bud Freeman, Hank Jones, Bob Haggart, Ronnie Traxler
- 1982: The Cafe Pierre Trio (Monmouth), met Russ Kassoff, Jerry Bruno
- 1998: Contrasts (Arbors) met John Pizzarelli
- 1999: Manhattan Swing: A Visit With the Duke (Arbors) met John Bunch, Jay Leonhart
- 2002: Banu Gibson & Bucky Pizzarelli Steppin' Out (Swing Out, met Brian Ogilvie, Jon-Erik Kellso, Connie Jones, David Boeddinhaus, Bill Huntington, Jake Hanna)
- 2006: 5 for Freddie: Bucky's Tribute to Freddie Green (Arbors) met John Bunch, Warren Vaché jr., Jay Leonhart, Mickey Roker
- 2006: Generations  (Arbors) met John Pizzarelli
- 2010: Family Fugue (Arbors) met John Pizzarelli
- 2011: Challis in Wonderland (Arbors),  met John Pizzarelli, Jerry Bruno